# 麦克唐纳天文台

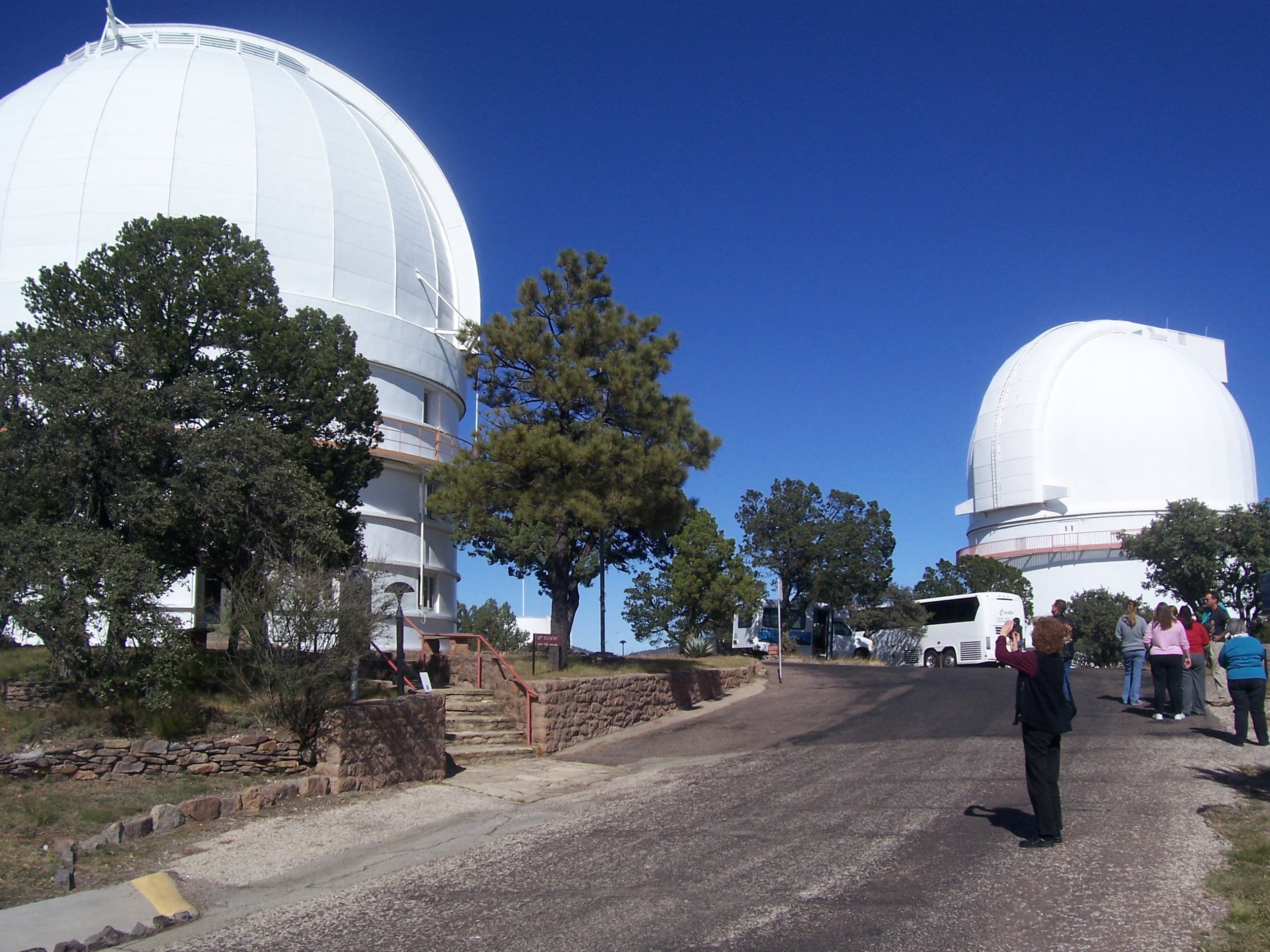
麦克唐纳天文台在洛克山上的建筑，左为2.1米口径奥托·斯特鲁维望远镜的圆顶，右为2.7米口径哈兰·史密斯望远镜的圆顶

麦克唐纳天文台（英語：McDonald Observatory）是位于美国德克萨斯州傑夫·戴維斯縣未建制社区戴維斯堡附近的一个天文观测站。天文台隶属于德克萨斯大学奥斯汀分校，主要设备是位于海拔2030米的福尔基斯山上的9.2米口径霍比-埃伯利望远镜（HET）、位于海拔2,070米的洛克山上的2.7米（107英寸）口径哈兰·史密斯望远镜和2.1米（82英寸）口径奥托·斯特鲁维望远镜。

## 历史
麦克唐纳天文台是1939年使用美国金融家威廉·麦克唐纳去世时捐赠的80万美元遗产所建立的，建立之初曾引发巨大的争议。1939年5月5日，2.1米口径的奥托·斯特鲁维望远镜在洛克山上开始启用，是当时世界上第二大的光学望远镜。麦克唐纳天文台早期曾由芝加哥大学管辖，1960年代管理权移交给德克萨斯大学奥斯汀分校。1968年2.7米口径的哈兰·史密斯望远镜投入使用。1996年，在不远处福尔基斯山上建造的9.2米口径霍比-埃伯利望远镜也开始启用，主要用于光谱的观测研究。